# 14467 Vranckx
14467 Vranckx este o planetă minoră (asteroid), cu un diametru de 3,411 km, din centura de asteroizi. A fost descoperită pe 20 iulie 1993 la Observatorul La Silla de Eric Walter Elst. 
Obiectul prezintă o orbită caracterizată de o semiaxă mare de 2,5310585 UAi, o excentricitate de 0,11, o înclinație de 4,05191 ° în raport cu ecliptica.